# Morogoro (valiato)
Morogoro es un valiato de Tanzania perteneciente a la región de Morogoro. Su centro administrativo es la vecina capital regional homónima, que no pertenece al valiato y está subordinada directamente a la región.
En 2012, el valiato tenía una población de 286 248 habitantes.
El valiato se ubica en el noreste de la región, limitando al este con la vecina región de Pwani.

## Subdivisiones
Se divide en las siguientes 29 katas:
- Bungu
- Bwakila Chini
- Bwakila Juu
- Gwata
- Kasanga
- Kibogwa
- Kibungo Juu
- Kidugalo
- Kinole
- Kiroka
- Kisaki
- Kisemu
- Kolero
- Konde
- Lundi
- Matuli
- Mikese
- Mkambarani
- Mkulazi
- Mkuyuni
- Mngazi
- Mtombozi
- Mvuha
- Ngerengere
- Selembala
- Singisa
- Tawa
- Tegetero
- Tununguo